# 烯丙基丙基二硫醚
烯丙基丙基二硫醚是一种有机硫化合物，结构简式CH2=CHCH2SSCH2CH2CH3，常温常压下为挥发性淡黄色液体，有强烈的气味，可用于食品添加剂。